# Febbre di gioco
Febbre di gioco (Fever Pitch), conosciuto anche col titolo La febbre del gioco, è un film del 1985 scritto e diretto da Richard Brooks. Nel 1986 la pellicola ha ricevuto quattro candidature ai Razzie Awards.